# Vidor Emil
Vidor Emil (Pest, 1867. március 27. – Budapest, 1952. június 8.) magyar szecessziós műépítész, a Palatinus-házak tervezője, a nagypolgári villaépítészet mestere.

## Élete
Húszévesen kezdte meg felsőfokú tanulmányait Budapesten, majd München következett, ahol Friedrich von Thiersch és Heinrich von Schmidt volt tanára, végül pedig a berlini Technische Hochschule következett, ahol 1891-ben végzett. Miután hazatért, Ybl Miklós irodájában dolgozott, később pedig saját irodát nyitott a magyar fővárosban. Jelentős szerepet játszott a német szecesszió elterjedésében, számos bérház megtervezése fűződik nevéhez. Ezek mellett villák, síremlékek (így a tószegi Freund családé 1910-ben) és gyárépületek tervezése is nevéhez fűződik. 1894-től kezdve az ezredévi kiállításra épülő Ős-Budavára szórakoztató negyed tervezőirodáját irányította, s a városligetben Ősbudavár középkori házainak együttesét emeltette. 1904-ben felvették a Demokratia szabadkőműves páholyba. 1934-ben a Magyar Építőművészek Szövetségének legelső elnöke lett.

### Művészete
Vidor főleg a nagypolgárság számára tervezett épületeket, kezdetben művészete Victor Horta belga műépítész alkotásaival mutatott hasonlóságot. A századfordulót követő években épültek meg az első, általa tervezett, a szecesszió stílusjegyeit magukon viselő házai, így például az Egger-villa. 1903-ban Bedő Béla számára tervezett, ekkor épült fel a Magyar Szecesszió Házának helyt adó Bedő-ház, amely a mai Honvéd utca 3. alatt található. Az épületen tetten érhető Horta mellett Paul Hankar hatása is, ugyanakkor jellegzetes magyaros mintákkal is bír, így Zsolnay-féle fajanszokkal.
1900 és 1915 között legalább 25 épületet tervezett, az írásos források hiányában pontos számot nem tudunk megállapítani.

### Családja
A nagykállói születésű Vidor Zsigmond orvos és a pesti illetőségű Davidsohn Jeanetta gyermeke, a szülők 1866. június 20-án Pesten házasodtak össze. Vidornak számos testvére volt, így Margit (1868), Leó (1870–1877), Tekla (1871), Hedvig (1873–1877), Béla (1874–1875), Alfréd (1876), Gyula (1878–1880), Júlia (1880) és Zoltán Sámuel (1887–1888). Közülük öten korán meghaltak. 1903. június 6-án Budapesten, a Józsefvárosban házasságot kötött tószegi Freund Reginával, tószegi Freund Vilmos és Abeles Matild lányával.
Fia Vidor Antal Zsigmond (1908–?) okleveles gépészmérnök.

## Épületei

### Házak
- 1896: Ős-Budavára: XIV. Városliget
- 1901–1902: VI. Városligeti fasor 24: Egger villa
- 1902–1903: VII. Városligeti fasor 23: Schwarz villa
- 1901–1903: V. Báthory utca 9: Davidsohn-ház (építtető: Davidsohn Horác)
- 1903: VI. Andrássy út 20.
- 1903: V. Honvéd utca 3: Bedő-ház
- 1905–1906: VII. Városligeti fasor 33: Vidor villa
- 1906: XI. Minerva utca 2. (Révai Mór villája; akkoriban Gyopár utca 2. - a második világháborúban elpusztult, csak a kapu és kerítés maradt fent)
- 1906: VI. Liszt Ferenc tér 2: lakóház
- 1906: VIII. Népszínház utca 22: Polgári Serfőzde bérháza/Dreher lakóház
- 1907: VI. Liszt Ferenc tér 5: lakóépület
- 1906–1907: VII. Városligeti fasor 45: Wodianer-ház
- 1907: VI. Rippl-Rónai utca 13: gr. Apponyi-ház
- 1908: XI. Kemenes utca 10: villa
- 1908: XI. Kemenes utca 12-14: Rosenfeld-ház
- 1911–1912: V. Falk Miksa utca 6-8: lakóház
- 1911–1912: V. Falk Miksa utca 5: lakóház
- 1911: XIII. Pozsonyi út 2-18: Palatinus-házak
- 1912: V. Honvéd utca 14 / Alkotmány utca 4: lakóház
- 1912: V. Honvéd utca 16: lakóház
- 1912: V. Honvéd utca 18: lakóház
- 1913–1914: II. Ady Endre utca 15-17: lakóház
- 1914–1915: X. Gitár utca 23 / Sörgyár utca 1: Polgári Serfőzde Rt. igazgatósági épülete
- 1916: X. Maglódi út 6: lakóház (gyártelep kapuépülete? (Opaterny Flórissal közösen)
- 1916: XI. Minerva utca 2. (Révai Mór 1906-ban épült villájának emeletráépítése - a második világháborúban elpusztult, csak a kapu és kerítés maradt fent)
- 1922: X. Sörgyár utca 16: Kőbányai Polgári Serfőző Rt. igazgatói villája
- 1924: II. Házmán utca 7.; Pintér-villa
- 1925: XIV. Hungária Körút 167. (Mann Józseffel közösen); a Sínylők Menházának rekonstrukciója, eredetileg apósa, Freund Vilmos tervezte
- 1927–1928: V. Váci utca 24.
- 1927: IX. Ráday utca 24.
- 1931: II. Mandula utca 27.
- 1932: II. Eszter utca 12/C (Pajzs utca 10-12.); Poitzer Sándor lakóháza

### Síremlékek
- 1910: Freund Vilmos (Tószegi-Freund család) síremléke a Salgótarjáni utcai zsidó temetőben.
- 1934: Vágó László síremléke a Farkasréti temetőben

## Galéria
- Palatinus házak az 1910-es évekből
- Palatinus házak 1927-ből

## Írásos műve
- Kalandozás a szavak világában (1942, Hungária Kiadó)[9]

## Kapcsolódó szócikk
- Szecessziós építészet Magyarországon